# 류위쿤
류위쿤(중국어 간체자: 刘宇坤, 정체자: 劉宇坤, 병음: Liú Yǔkūn, 한자음: 유우곤, 1997년 12월 4일~)은 중화인민공화국의 사격 선수로 주 종목은 소총이다. 2024년 하계 올림픽 50m 소총 3자세 종목에서 금메달을 획득했다. 